# Bathybagrus
Bathybagrus es un género de peces actinopeterigios de agua dulce, distribuidos por ríos y lagos de África.

## Especies
Existen seis especies reconocidas en este género:
- Bathybagrus grandis (Boulenger, 1917)
- Bathybagrus graueri (Steindachner, 1911)
- Bathybagrus platycephalus (Worthington y Ricardo, 1937)
- Bathybagrus sianenna (Boulenger, 1906)
- Bathybagrus stappersii (Boulenger, 1917)
- Bathybagrus tetranema Bailey y Stewart, 1984